# Arwin Q. Hawkhauser
Arwin Quentin Hawkhauser is de klusjesman in de serie Zack & Cody en wordt gespeeld door Brian Stepanek.
Hij is een klungel die meestal alles fout laat lopen. In een aflevering helpt hij Cody bij het bouwen van een laserkanon. In de aflevering It's a Mad, Mad, Mad Hotel heeft hij zeer sterke lijm gemaakt die uiteindelijk ontploft. Hij is verliefd op Carey Martin, de moeder van de jongens.
Brian Stepanek speelde gedurende de hele serie de rol van Arwin.